# Ed McIlvenny
Ed McIlvenny, właśc. Edward Joseph McIlvenny (ur. 21 października 1924 w Greenock, Szkocja, zm. 18 maja 1989 w Eastbourne, Anglia) – szkocko-amerykański piłkarz, grywał na pozycji pomocnika. Uczestnik Mundialu 1950. Również zawodnik Manchesteru United. Trzykrotny reprezentant Stanów Zjednoczonych.

## Kariera
McIlvenny zaczynał karierę piłkarza w Greenock Morton, w którym grał do roku 1947 (nie rozegrał ani jednego spotkania). Następnie przeszedł do walijskiego Wrexham FC w którym rozegrał 7 spotkań i strzelił 1 bramkę. Następnie przeniósł się do Stanów Zjednoczonych, w których mieszkała jego siostra. Po przybyciu do Stanów zaczął grywać dla Philadelphia Nationals w stołecznej lidze – American Soccer League. W roku 1950 został powołany do kadry narodowej na Mistrzostwa Świata 1950, które odbyły się w Brazylii (został uczestnikiem, a także kapitanem drużyny Stanów Zjednoczonych w meczu z Anglią nazwanego Cudem na trawie). W roku 1976 został wcielony do National Soccer Hall of Fame wraz z innymi amerykańskimi piłkarzami z Mundialu 1950. Następnie został dodany do Scottish Football Museum.
W roku 2005 powstał film pt. Gra ich życia, w którym to były piłkarz John Harkes odegrał rolę Eda McIlvenny’ego.

### Osiągnięcia
- Mistrz American Soccer League (1949/1950; z Philadelphia Nationals[7])